# Donkere wespvlieg
De donkere wespvlieg (Temnostoma bombylans) is een vliegensoort uit de familie van de zweefvliegen (Syrphidae). De wetenschappelijke naam van de soort is voor het eerst geldig gepubliceerd in 1805 door Fabricius.